# Sphaeradenia laucheana
Sphaeradenia laucheana là một loài thực vật có hoa trong họ Cyclanthaceae. Loài này được (Mast.) Harling miêu tả khoa học đầu tiên năm 1954.